# 무단정치
무단정치(武斷政治, stratocracy)는 군사지도자가 합법적 정부수반인 정체다. 법이 군의 정치 지배를 뒷받침하지 않는 군사독재와는 다르다. 무단정치는 군부와 정부가 전통적으로나 헌법적으로나 동일 존재이며, 공직자 및 공무원들도 군인 계급을 가지고 있다. 이런 체제에서는 대개 병역을 수행한 예비역들에게만 선거권이 주어진다.
역사적 사례로는 고대 그리스의 스파르타, 중세 몽골 제국의 밍간제, 근세 우크라이나의 카자크 수장국, 근현대의 경우 2011년까지의 미얀마 등이 있다.

## 같이 보기
- 군국주의
- 철권통치자